# Bulbophyllum fuscatum
Bulbophyllum fuscatum là một loài phong lan thuộc chi Bulbophyllum.